# Kałuszyn (ville)
Pour les articles homonymes, voir Kałuszyn.
Kałuszyn (prononciation : [kaˈwuʂɨn]) est une ville polonaise de le powiat de Mińsk de la voïvodie de Mazovie dans le centre-est de la Pologne.
Elle est le siège administratif (chef-lieu) de la gmina de Mińsk Kałuszyn.
Elle se situe à environ 38 kilomètres à l'est du centre de Varsovie (capitale de la Pologne).
La ville couvre une surface de 12,29 km2 et comptait 2 921 habitants en 2010.

## Histoire
Etabli d'abord comme village, Kałuszyn a obtenu son statut de ville en 1718.
De 1975 à 1998, la ville appartenait administrativement à la voïvodie de Siedlce.

## Personnalités liées à Kałuszyn
- Mordko Fajerman (1810-1880), musicien né à Kałuszyn.